# احتمال‌گرایی
احتمال‌گرایی (انگلیسی: probabilism)، یا اصالت احتمال نظریه‌ای است که بین شک و یقین قرار دارد.

## احتمال
آنچه تصور طرفین آن کافی نباشد بلکه ذهن در مورد نسبت بین آنها مردّد باشد و مقصود از آن، امکان ذهنی است.

## احتمال‌گرایی
نظریه‌ای است که بین شک و یقین قرار دارد و خلاصه آن این است که عقل انسان فقط می‌تواند به آراء احتمالی دست یابد نه به یقین مطلق. این نظریه به دو قسمت اخلاقی و منطقی تقسیم می‌شود.

## احتمال اخلاقی
احتمال اخلاقی عبارت است از قول به وجوب پیروی از آراء احتمالی، اگر انسان بخواهد از خطا بپرهیزد باید رفتار خود را مطابق رأیی قرار دهد که به حق نزدیک باشد و در جامعه هواداران محترمی داشته باشد، اگر چه احتمال آن کمتر از آراء مخالف باشد. با وجود این، احتمال اخلاقی فقط شامل احکام ضروری مصرّح در قانون است. اما با احکام مربوط به حقوق طبیعی، از قبیل احترام به حیات انسانی نمی‌توان بر طریق احتمال، مخالفت کرد.

## احتمال منطقی
احتمال منطقی عبارت است از قول به امتناع دست‌یابی به حقیقت مطلق در علومی که موضوعات آنها اشیاء واقعی و عینی و مشخص است، مانند علوم طبیعی و تاریخ، زیرا حد اکثر آنچه انسان می‌تواند در این علوم به آن دست یابد، پیروزی در شناخت حقایق احتمالی است نه حقایق یقینی.
این روشی است که آکادمی جدید پیش گرفت و به حصول احتمال قانع بود در عین اینکه به یقین احترام می‌گذارد.
خلاصه نظریه احتمال حد وسط بین شکاکیت و جزمیت است، و از لحاظ دوری و نزدیکی آن نسبت به یکی از این دو مذهب دارای درجات متفاوتی است.

## ولتر
احتمال گرایی، پاسخ مناسبی برای ایراد ولتِر در چارچوب احتمال گرایی (بیز گرایی) فراهم نمی‌آورد.

## برای مطالعهٔ بیشتر
احتمالات
نظریه احتمالات
فضای احتمال
اصول احتمال
توزیع احتمال
امکان منطقی
نظریه امکان
امکان معرفتی
شانس اخلاقی
بخت